# (19417) Madelynho
(19417) Madelynho (1998 FG40) – planetoida z pasa głównego asteroid okrążająca Słońce w ciągu 3,78 lat w średniej odległości 2,43 j.a. Odkryta 20 marca 1998 roku.